# ماساو كاواي
ماساو كاواي (باليابانية: 河合雅雄؛ بالكانا: かわい まさを) هو عالم رئيسيَّات ياباني، ولد في 1924 في هيوغو في اليابان.